# شهرستان دارچستر (مریلند)
شهرستان دارچستر، مریلند (به انگلیسی: Dorchester County, Maryland) یک سکونتگاه مسکونی در ایالات متحده آمریکا است که در مریلند واقع شده‌است.